# Kroatische Eishockeyliga 2005/06
Die Saison 2005/06 war die 15. Spielzeit der kroatischen Eishockeyliga, der höchsten kroatischen Eishockeyspielklasse. Meister wurde zum insgesamt elften Mal in der Vereinsgeschichte der KHL Medveščak Zagreb.

## Modus
In der Hauptrunde absolvierte jede der vier Mannschaften insgesamt sechs Spiele. Die drei bestplatzierten Mannschaften qualifizierten sich für die Playoffs, in denen der Meister ausgespielt wurde, wobei der Erstplatzierte direkt für das Finale qualifiziert war. Für einen Sieg erhielt jede Mannschaft zwei Punkte, bei einem Unentschieden gab es einen Punkt und bei einer Niederlage null Punkte.

## Hauptrunde
|    | Klub                 | Sp | S | U | N | Tore  | Punkte |
| -- | -------------------- | -- | - | - | - | ----- | ------ |
| 1. | KHL Medveščak Zagreb | 6  | 6 | 0 | 0 | 58:15 | 12     |
| 2. | KHL Mladost Zagreb   | 6  | 3 | 1 | 2 | 46:26 | 7      |
| 3. | KHL Zagreb           | 6  | 2 | 1 | 3 | 37:44 | 5      |
| 4. | INA Sisak            | 6  | 0 | 0 | 6 | 7:83  | 0      |

Sp = Spiele, S = Siege, U = unentschieden, N = Niederlagen, OTS = Overtime-Siege, OTN = Overtime-Niederlage, SOS = Penalty-Siege, SON = Penalty-Niederlage

## Playoffs

### Halbfinale
- KHL Mladost Zagreb – KHL Zagreb 2:1 (5:6, 6:2, 4:3 n. V.)

### Finale
- KHL Medveščak Zagreb – KHL Mladost Zagreb 3:0 (5:4, 7:3, 8:4)